# Don Chipp

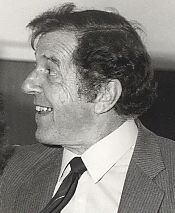
Don Chipp 1977

Donald Leslie Chipp AO (* 21. August 1925 in Melbourne; † 28. August 2006 in Richmond) war ein australischer Politiker, Minister und langjähriger Gründungsvorsitzender der Australischen Demokratischen Partei, der Australian Democrats.

## Schulausbildung, Militärzeit und Beruf
Während des Zweiten Weltkrieges diente er in der Royal Australian Air Force. Nach dem Studium an Universität von Melbourne, das er mit einem Diplom als Kaufmann verließ, spielte er einige Jahre Australian Football und kam dabei auch auf einige Spiele in der höchsten Liga, zudem war der begeisterte Sportler Finalist beim hocheingeschätzten Stawell Gift-Lauf. Von 1950 bis 1955 war er in der Verwaltung des nationalen Buchhalterinstitutes. 1955 wurde er Hauptgeschäftsführer des Bürgerkomitees der Olympischen Sommerspiele 1956 in Melbourne. Nach den Spielen arbeitete er als Manager des Förderungsausschusses von Victoria und gründete zugleich seine eigene Managementberatung.

## Politische Laufbahn
Nach einem Mandat im Stadtrat des Melbourner Vorortbezirkes Kew von 1958 bis 1961 wurde er 1960 Abgeordneter der bürgerlichen Liberal Party im australischen Repräsentantenhaus, wo er bis 1968 einen Wahlkreis von Melbourne vertrat.

## Minister
Am 26. Januar 1966 wurde er von Premierminister Harold Holt zum Minister für Marine und Tourismus ernannt. Nach dem Tod Holts wurde er von dessen Nachfolger John Gorton nicht mehr mit einem Ministeramt betraut, vermutlich weil Chipp seinen Konkurrenten Billy Snedden im Rennen um Holts Nachfolge unterstützt hatte und teilweise wohl auch, weil Chipp eine weitere Untersuchungskommission  bezüglich des Unterganges des Marineschiffes HMAS Voyager nach einer Kollision 1964 forderte. John Gorton war hier als Marineminister von 1958–63 möglicherweise angreifbar. Nach den Wahlen von 1969 berief ihn Gorton allerdings doch in sein Kabinett. Don Chipp war bis März 1971 als Nachfolger von Malcolm Scott Minister für Zölle und Verbrauchssteuern. In diesem Amt erhielt er landesweite Beachtung aufgrund der weit reichenden Aufhebung der Zensur für Druckerzeugnisse, der Einfuhrerlaubnis für Novellen wie Henry Millers Wendekreis des Krebses ebenso wie der Erlaubnis zum Verkauf des Playboy Magazins. Diese Handlungen machten ihn bei vielen Leuten populär, führten aber andererseits zu Unstimmigkeiten mit seinen Parteifreunden, die ihn für zu liberal hielten. Während dieser Zeit gehörte Chipp neben Snedden und Andrew Peacock der so genannten „kleinen „l“ Liberalen“- Fraktion in der Liberalen Partei an, also zu denen, die sich eher liberalen Werten, hier liberal mit kleinem „l“, als der Ausrichtung der Liberal Party, hier Liberal mit großem „L“, verpflichtet fühlten.
Nach der Niederlage der Liberalen Partei 1972 war er Schattenminister für Soziale Sicherheit. Er blieb weiterhin ein starker Unterstützer von Billy Snedden, der nach der Wahlniederlage Vorsitzender der Liberalen Partei wurde, aber bei der Wahl von 1974 ebenso dem Premierminister Gough Whitlam unterlag.
Obwohl der seit März 1975 amtierende Vorsitzende der Liberalen Malcolm Fraser, Chipp nach der Entlassung Whitlams durch den Generalgouverneur  11. November 1975 in sein Übergangskabinett als Minister für Soziale Sicherheit, Gesundheit, Rückführungen und Entschädigungen berief, gehörte er nach der Wahl im Dezember 1975 diesem Kabinett, das bis 1983 regieren sollte, nicht mehr an.

## Gründer und Vorsitzender der „Australian Democrats“
Nach einem zunehmend enttäuschendem Jahr als „Hinterbänkler“ trat Chipp schließlich 1977 aus der Liberalen Partei aus, um Ende des gleichen Jahres die Australian Democrats zu gründen und zugleich bis 1986 deren Vorsitzender zu bleiben.
Für die neue Partei wurde er bereits bei der Wahl im Dezember 1977 zusammen mit seinem Parteifreund Colin Mason, der New South Wales vertrat, in den Senat gewählt. Als Senator war er bei mehreren wichtigen Umwelt- und Sozialprozessen beteiligt und spielte eine wichtige Rolle beim Stopp des „Franklin-Stausee-Projektes“. Bei der Bundeswahl 1980 wurden die Demokraten erstmals „Zünglein an der Waage“ im Senat, eine Rolle, die sie bis 2004 oft einnehmen sollte.
Im Dezember 1986 trat er vom Vorsitz der Demokraten zurück und wurde von Janine Haines abgelöst. Im Jahr 2001 kandidierte er erfolglos als Oberbürgermeister von Melbourne. Danach trat der an der Parkinson-Krankheit leidende Politiker nur noch selten in der Öffentlichkeit aus. Gleichwohl hielt er eine Eröffnungsrede beim Parteitag der seinerzeit bereits in einer tiefen krise befindlichen Australian Democrats im Mai 2006 in Melbourne. Im August darauf verstarb Don Chipp und wurde mit einem Staatsbegräbnis bedacht. Ob die von ihm gegründete Partei ihn lange überleben wird, ist fraglich. Nach den Bundeswahlen 2007 verlor sie ihre letzten Sitze und ist damit nur noch in Südaustralien parlamentarisch vertreten.
In Anerkennung der Verdienste um das australische Parlament, insbesondere als Gründer und Vorsitzender der Australian Democrats wurde er 1992 zum Officer des Order of Australia ernannt.